# Nick Winter
Anthony William "Nick" Winter (Brocklesby, 25 de agosto de 1894 - Sydney, 6 de maio de 1955) foi um atleta australiano. Especialista no salto triplo, foi medalha de ouro desta prova nos Jogos Olímpicos de Paris de 1924.
Winter participou da I Guerra Mundial em funções burocráticas, como motorista, retornando à Austrália em 1919. Neste mesmo ano, tornou-se bombeiro. Atleta nato, participava de várias provas de atletismo, destacando-se nas corridas com barreiras, salto em distância e principalmente no salto triplo, estabelecendo em 1921 o recorde daAustralásia com um salto de 15,15 m. Participando dos Jogos de Paris 1924, Winter venceu a prova do salto triplo, com a marca de 15m52, então recorde mundial e olímpico.
Winter foi também selecionado para a equipe de atletismo australiana nos Jogos de Amsterdã, em 1928, mas não conseguiu classificar-se para as finais. Suas últimas conquistas nesta prova foram o campeonato nacional de 1930 e o vice-campeonato em 1932.
Depois de abandonar o atletismo, Winter tornou-se um grande jogador de sinuca e foi dono de um salão de jogos na década de 1940. Bebedor inveterado por vários anos, morreu em 1955, em sua casa, vítima de envenenamento por dióxido de carbono.